# Eduard Steinbach

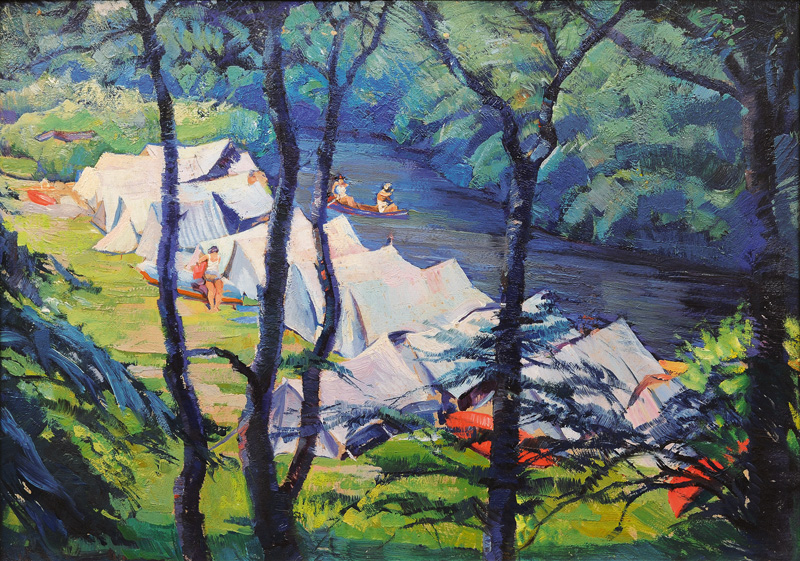
Zelte und Kanufahrer an der Oberalster von Eduard Steinbach, um 1938

Eduard Steinbach (* 21. April 1878 in Hamburg; † 9. Januar 1939 ebenda) war ein deutscher Maler.

## Leben und Wirken
Einer um 1894 in Hamburg begonnenen Malerlehre folgte ein Studium an der Unterrichtsanstalt des Berliner Kunstgewerbemuseums sowie an der Akademie Leipzig und an der Karlsruher Akademie in den Jahren 1896 bis 1902. 
Sodann unterrichtete er sowohl an seiner 1903 gegründeten Malschule im Hamburger Stadtteil Klein Borstel, als auch an einer weiteren, zusammen mit seiner Frau eröffneten Schule im Stadtteil Uhlenhorst. Zudem war er als Zeichenlehrer zwischen 1904 und 1920 an der Gewerbeschule für Mädchen und Frauen tätig.
Steinbach hatte danach von 1921 bis 1939 eine Professur an der Hansischen Hochschule für bildende Künste Hamburg inne.
Er gehörte dem Hamburger Künstlerverein von 1832 an.